# 伊朗伊斯兰共和国国家奥林匹克委员会
伊朗伊斯兰共和国国家奥林匹克委员会（英語：National Olympic Committee of the Islamic Republic of Iran），简称伊朗奥委会，是伊朗的國家奧林匹克委員會。該組織成立於1947年，是國際奧委會及亞洲奧林匹克理事會的成員。1948年，他們以獨立國家身份首次參加在英國倫敦舉行的夏季奧運會；1956年，他們則首次參與冬季奧運會。
現時，伊朗奧林匹克委員會的總部設在首都德黑蘭，會長是Mahmoud Khosravivafa，他於2022年出任此職。

## 外部連結
- 官方網頁（页面存档备份，存于）